# آنتیوخوس ششم

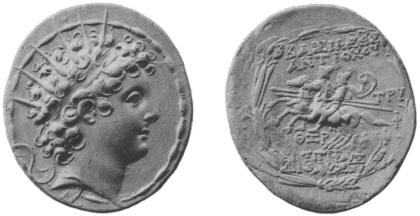
سکهٔ آنتیوخوس ششم که پشت سکه چنین نوشته شده‌است: ΒΑΣΙΛΕΩΣ ΑΝΤΙΟΧΟΥ (شاه آنتیوخوس)

آنتیوخوس ششم دیونوسوس (به یونانی: Αντίοχος Στ' Διόνυσος) پادشاه امپراتوری سلوکی، پسر الکساندر بالاس و کلئوپاترا تئا -دختر بطلمیوس ششم- بود.
آنتیوخوس ششم فرمانروایی راستین نبود، او را تروفون، سردار سلوکی در ۱۴۵ پ.م. در برابر دیمتریوس دوم نامزد شاهی نموده‌بود و از او به عنوان یک ابزار برای رسیدن به خواسته‌هایش بهره می‌برد. سرانجام هم در ۱۴۲ پ.م. او را کنار زد و خود جایش را گرفت. در ۱۳۸ پ.م. نیز اعلام کرد که او به یک بیماری داخلی دچار شده و نیاز به جراحی دارد، اما اینطور می‌نماید که این پوششی بر کشتن آنتیوخوس بوده‌باشد.